# Rezerwat przyrody Skorocice
Rezerwat przyrody Skorocice – rezerwat stepowy na terenie Nadnidziańskiego Parku Krajobrazowego w gminie Wiślica, w powiecie buskim, w województwie świętokrzyskim.
- Powierzchnia: 7,15 ha[3] (akt powołujący podawał 7,70 ha[4])
- Rok utworzenia: 1960
- Dokument powołujący: Zarządz. MLiPD z 21.01.1960; MP. 17/1960, poz. 85[4]
- Numer ewidencyjny WKP: 024
- Charakter rezerwatu: częściowy (podlega ochronie czynnej[3])
- Przedmiot ochrony: wąwóz wyerodowany w gipsach trzeciorzędowych z urwistymi, malowniczymi ścianami oraz bardzo interesujące formy krasowe w postaci jaskiń, naturalnych korytarzy, mostów skalnych, lejów i zapadlisk; ponadto naturalne stanowiska roślinności stepowej (step ostnicowy oraz step łąkowy) i entomofauny

W rezerwacie znajduje się 26 jaskiń, m.in. Jaskinia Skorocicka, Jaskinia w Skorocicach u Ujścia Doliny, Jaskinia Dzwonów, Jaskinia Ucho Olki, Jaskinia Stara, Jaskinia Górna, Jaskinia z Potokiem i Tunel w Skorocicach.
Na dnie wąwozu występują łąki i pastwiska. Z roślin rzadkich zasługują na uwagę: ostnica włosowata, miłek wiosenny, sesleria błotna, sierpik różnolistny (jedyne stanowisko w Polsce) oraz jaskier iliryjski.
Przez rezerwat przechodzi  niebieski szlak turystyczny z Pińczowa do Wiślicy.